# Castellnou de Bages
Castellnou de Bages – gmina w Hiszpanii, w prowincji Barcelona, w Katalonii, o powierzchni 29,83 km². W 2011 roku gmina liczyła 1184 mieszkańców.